# خوسيه دي لا لوز إي كاباييرو
خوسيه دي لا لوز إي كاباييرو هو كاتب وفيلسوف كوبي، ولد في 11 يوليو 1800 في هافانا في كوبا، وتوفي بنفس المكان في 22 يونيو 1862.